# Челич (населённый пункт)
Челич (босн. и хорв. Čelić, серб. Челић) — населённый пункт в северо-восточной части Боснии и Герцеговины. Административный, культурный и экономический центр одноимённой общины Тузланского кантона Федерации Боснии и Герцеговины.
Расположен на холмистых и слегка гористых склонах хребта Маевица и в частях равнинной Посавины на магистральной дороге Тузла — Брчко, в месте слияния рек Гница и Шибошница.

## История
Территория бывшего югославского населённого пункта Челич по Дейтонским соглашениям была разделена в процессе распада Югославии между общинами Челич и Лопаре, частью которой Челич был до 1992 года. Бо́льшая часть отошла к новообразованной общине Челич в Федерации Боснии и Герцеговины, тогда как меньшая осталась в составе Лопаре, находящейся в Республике Сербской. В настоящее время Челич расположен почти на самой линии разграничения между энтитетами, в непосредственной близости от тройной границы с округом Брчко.
В конце мая 2023 года в общине прошли сильные ливни, вызвав наводнения. Штаб гражданской защиты общины объявил чрезвычайное положение. Челич вошёл в число наиболее пострадавших населённых пунктов общины. Наводнение также нарушило местное транспортное сообщение.

## Население
Динамика численности населения:
| 1961 | 1971 | 1981 | 1991 | 2013 | 2016 |
| ---- | ---- | ---- | ---- | ---- | ---- |
| 2555 | 2691 | 2987 | 3215 | 3436 | 3703 |

На 2013 год 98,2 % населения составляют босняки (3374 человека из 3436).

## Экономика

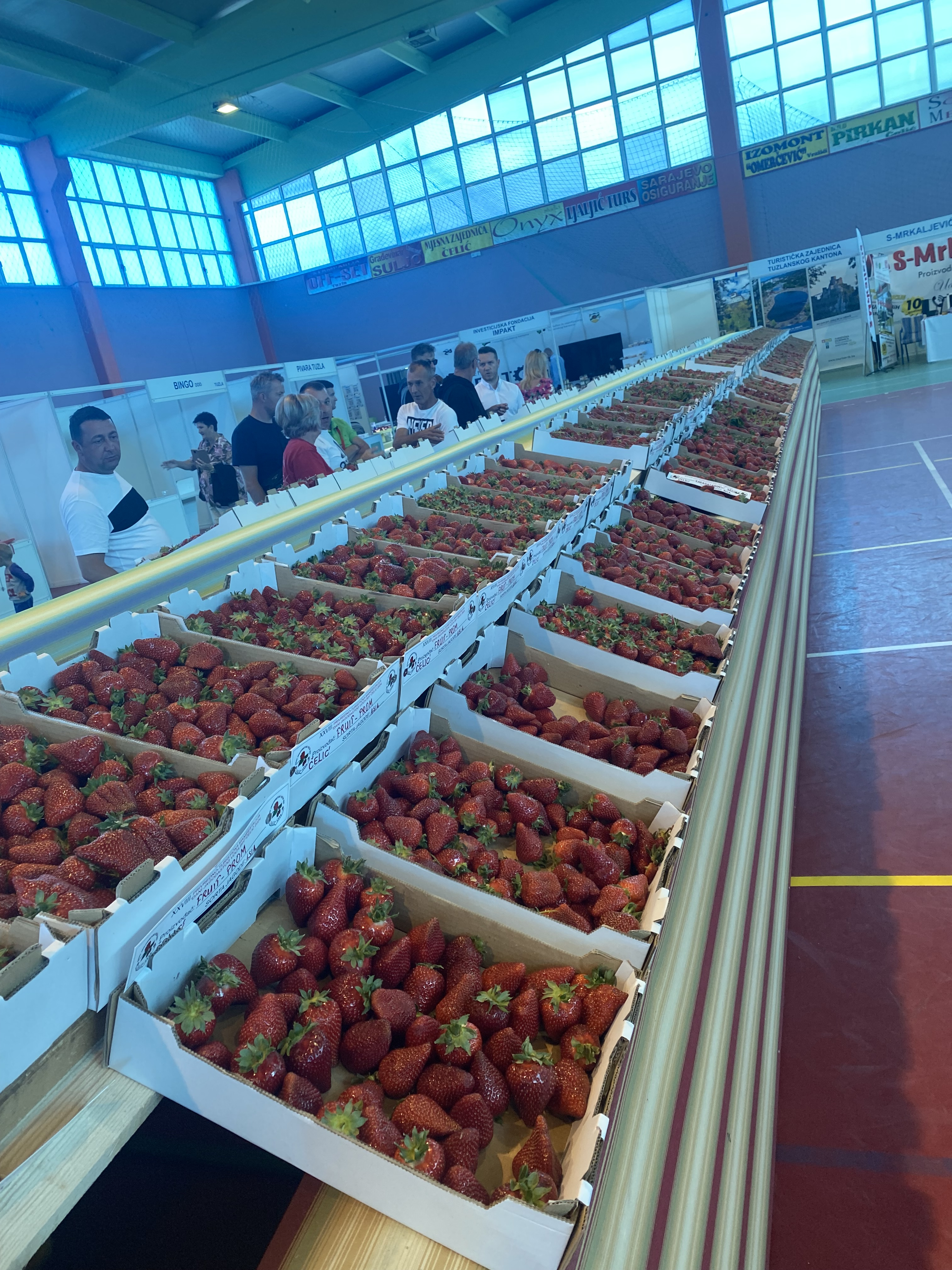
Ярмарка «Дни ягодных культур» в 2024 году

Челич, как и община в целом, находится в преимущественно аграрной местности и известен как место производства клубники. Значительная часть населения зарабатывает на её выращивании и продаже. Ежегодно в мае в Челиче проходит торговая ярмарка «Дни ягодных культур» (босн. Dani jagodastog voća), в которой участвуют фермеры, производители и широкая публика. Ярмарка включает проведение презентаций, фотовыставок, гастрономических шоу, спортивных и прочих мероприятий.
Первая ярмарка была организована в 1980 году, и мероприятие проходило 10 лет подряд. После десятилетнего перерыва мероприятие возобновили в 2000 году, дополнив новыми программами, после чего оно проводилось ещё 11 раз. Затем, после 12-летнего перерыва, традиция проведения ярмарки была восстановлена в 2022 году.